# Convair X-12

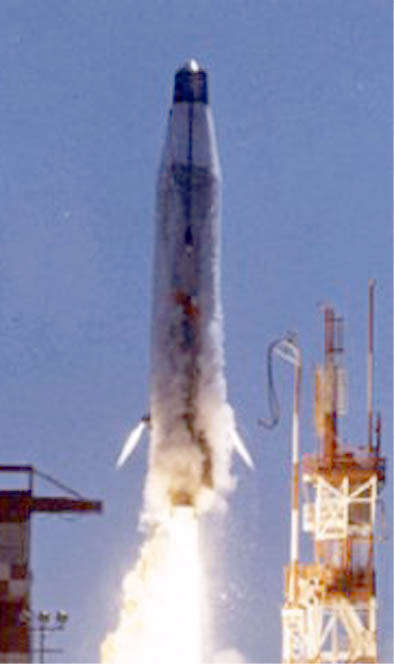
Die Convair X-12 beim Start.

Die Convair X-12, auch Atlas B genannt, war die zweite, weiterentwickelte Testumgebung für das Atlasprogramm. Sie wurde im Gegensatz zu ihrer Vorgängerin, der Convair X-11, die nur ein Triebwerk besaß, mit drei Triebwerken ausgestattet. Sie wurde von einer Mehrstufenrakete mit Flüssigtreibstoff angetrieben. Der Erstflug fand im Juli 1958 statt.
Die X-12 war das erste Fluggerät mit einem 1,5-stufigen Raketenantrieb, was später ein Markenzeichen des Atlasprogramms wurde. Sie war nach der sowjetischen R-7 die erste US-amerikanische Rakete, deren Reichweite mit 10.179 km als interkontinental bezeichnet werden konnte.

## Allgemeine Daten
| Kenngröße   | Daten                                    |
| ----------- | ---------------------------------------- |
| Hersteller  | Consolidated Vultee Aircraft Corporation |
| Länge       | 31,4 m                                   |
| Durchmesser | 3,66 m                                   |
| Besatzung   | 0                                        |
| Reichweite  | 10.179 km                                |